# Nicho (arquitetura)

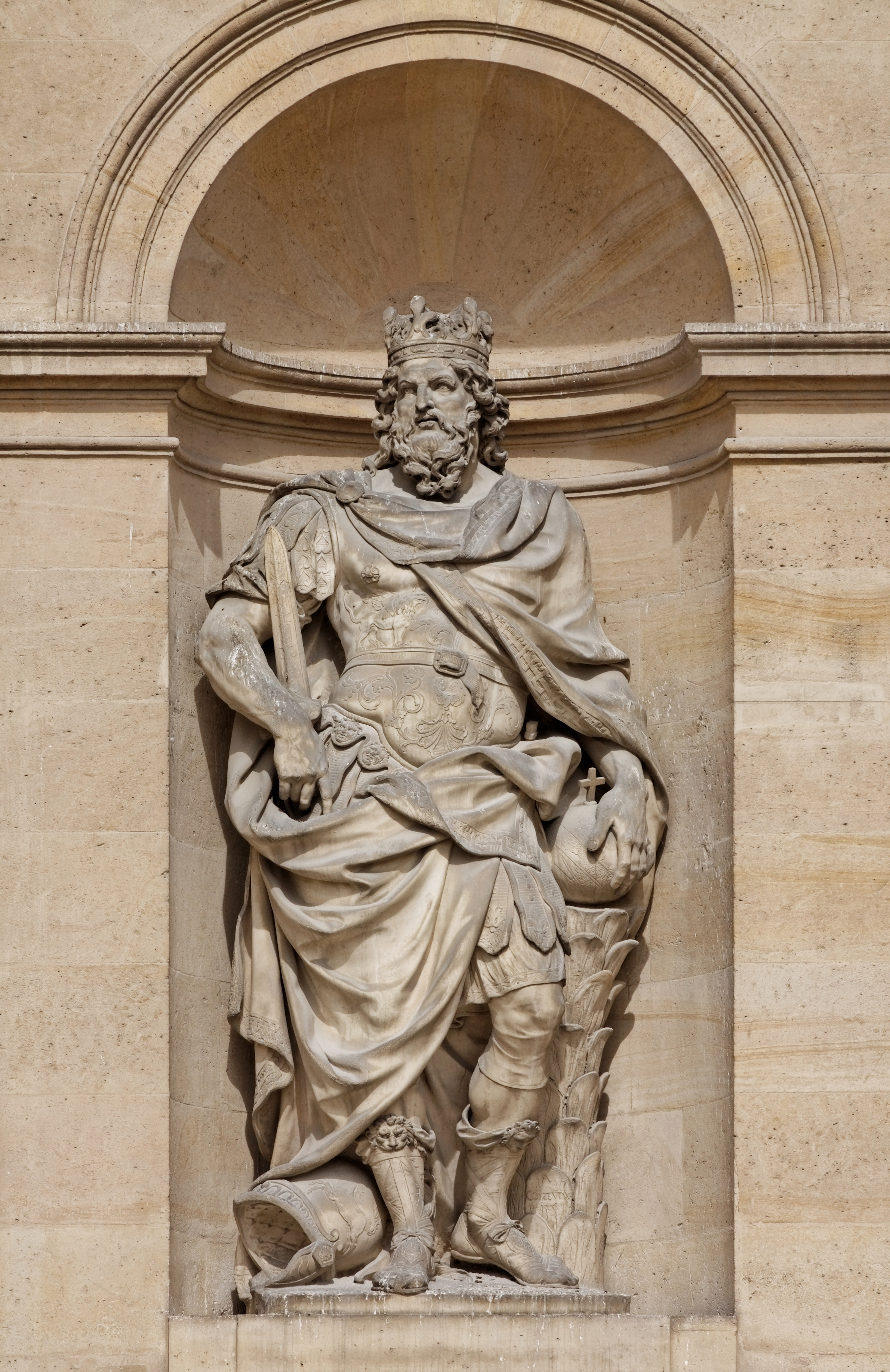
Nicho com uma escultura de Antoine Coysevox, nos Invalides, Paris

Na arquitetura, um nicho (inglês canadense, UK [ˈniːʃ] ou US [ˈnɪtʃ]) é um recesso ou cavidade construída na espessura de uma parede para a colocação de objetos decorativos, como estátuas, bustos, urnas e vasos. Na arquitetura clássica, exemplos incluem uma exedra ou um ábside que foi reduzido em tamanho, mantendo a cobertura em meia-cúpula comum em um ábside. No século I a.C., não havia menção exata a nichos, mas sim a uma zotheca ou pequeno cômodo. Esses espaços se assemelham a alcovas, semelhantes a nichos, mas um pouco maiores. Diferentes tamanhos e métodos de escultura sugerem que o termo nicho era compreendido. Gregos e romanos, em particular, usavam nichos para túmulos familiares importantes.

## Etimologia
A palavra deriva do latim nidus (lit.  "ninho"), através do francês niche. O termo italiano nicchio (lit.  "concha do mar") também pode estar envolvido na origem da palavra, já que a decoração tradicional do topo de um nicho é uma concha de vieira, daí também o termo alternativo "concha" para uma meia-cúpula, geralmente reservado para exedras maiores. Já no século IV, tais elementos arquitetônicos, ou a moldura que os cerca, eram chamados de tabernáculos. Essa definição se estende à ornamentação ou estrutura que envolve portas, janelas e nichos.

## Tipos
Um  é um nicho muito raso, geralmente muito superficial para conter estátuas, e pode se assemelhar a uma janela cega (sem aberturas) ou a uma porta selada. (Compare com: arcada cega)
Na arquitetura gótica, um nicho pode ser inserido em uma moldura de tabernáculo, como uma miniatura ricamente decorada de uma casa (aedicula), como aquela que poderia abrigar um relicário. Os retábulos de altares em igrejas (retábulo) podem conter nichos para estátuas.
Embora um nicho, tanto em contextos clássicos quanto góticos, possa estar vazio e apenas proporcionar alguma articulação e variedade a uma seção da parede, as origens religiosas do nicho sugeriam que ele fosse preenchido com uma estátua.
Na Encyclopédie Méthodique, os autores dividem os nichos em diferentes classes. As classes se referem ao formato da planta e do topo (parte superior e inferior), à ornamentação e ao entablamento. Eles variam de acordo com suas características, desde os mais simples até os extremamente ornamentados.

## Exemplos

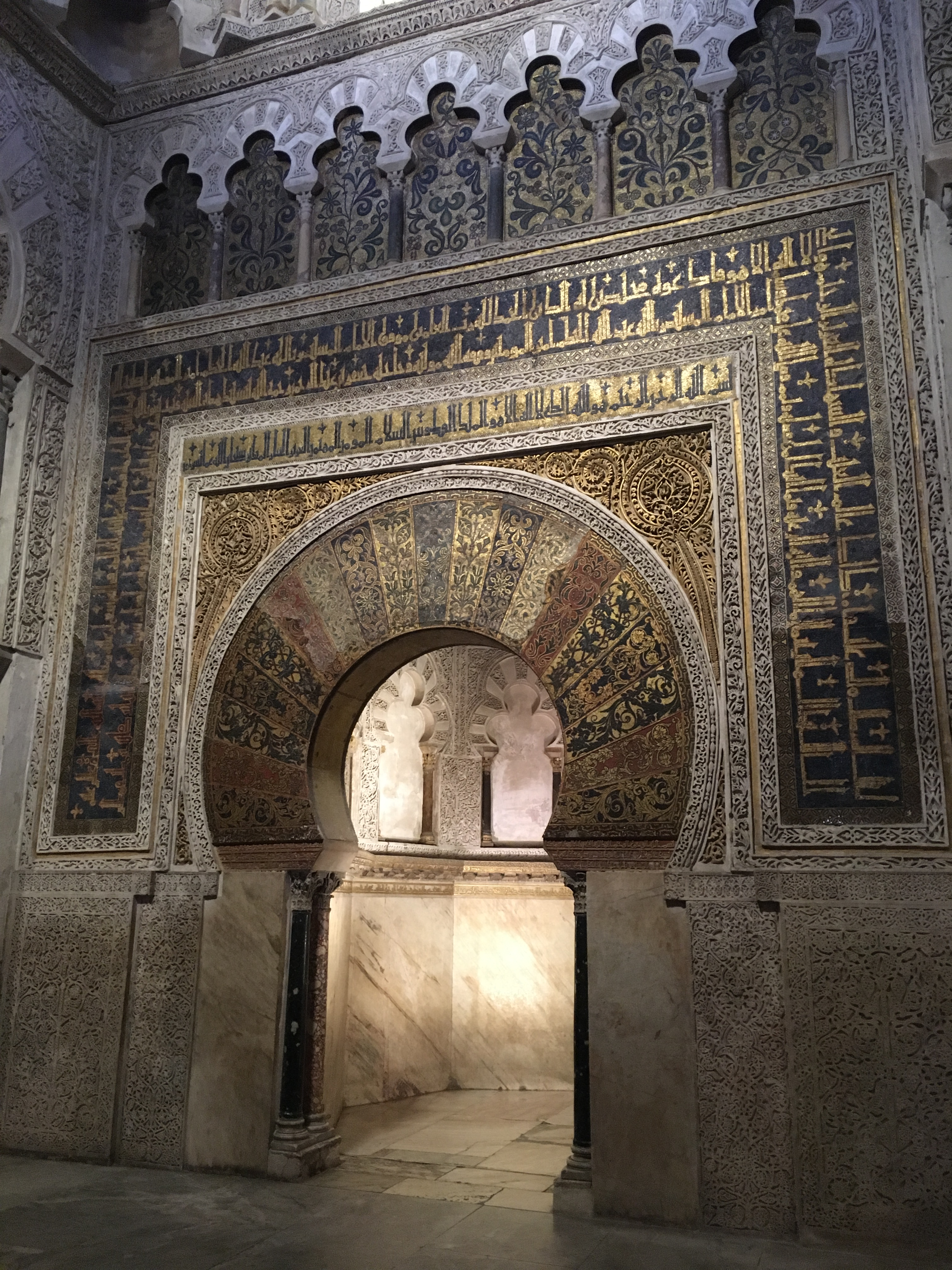
Mihrab da Mesquita de Córdoba (o nicho indica a direção da oração)

Um dos primeiros edifícios a utilizar nichos externos contendo estátuas é a Igreja de Orsanmichele em Florença, construída entre 1380 e 1404. 
O Palácio Uffizi em Florença (1560–81) modificou o conceito ao inserir o nicho na parede, de modo que ele não se projetasse. O Uffizi possui cerca de duas dúzias de nichos desse tipo, contendo estátuas de grandes figuras históricas. Na Inglaterra, os nichos no estilo Uffizi foram adotados em Montacute House (c. 1598), onde há nove nichos externos com estátuas dos Nove Valentes.
Na Madona de Fra Filippo Lippi, o nicho em trompe-l'œil a enquadra como se fosse um baldaquino de estado, posicionado sobre uma pessoa importante no final da Idade Média e no início da Europa Moderna. Ao mesmo tempo, a Madona é representada como uma escultura icônica que "ganhou vida" com imediatismo milagroso. 

Os nichos da Porta Maggiore aparecem entre os arcos.

No Irã, um Mihrab é um tipo de nicho na parede de uma mesquita no ponto mais próximo a Meca, para o qual a congregação se volta para orar. Este é o caso da Grande Mesquita de Córdoba, cujo Mihrab é formado por pequenos azulejos de vidro esmaltado e gesso, criando um mosaico.
Os nichos não são apenas unilaterais, como no caso da Porta Maggiore, onde nichos ladeiam ambos os lados do portão e, em algum momento, exibiram estátuas. Pequenos templos romanos chamados Aedicula eram frequentemente decorados com nichos. Por exemplo, uma aedicula no Lago Albano, na Itália, possui seis nichos de alturas variadas, sugerindo que qualquer coisa até a altura da estátua poderia ser acomodada.

## Galeria
<galeria larguras="200px" alturas="200px">
Ficheiro:Orsanmichele, base.JPG|
Ficheiro:Madonna and Child (Filippo Lippi).jpg|
Ficheiro:Statue 3 rue Le Nôtre (Paris) 2.jpg|Ficheiro:1993-1994-Giardino Giusti (Verona)-testo e photo Paolo Villa-nB08 Cortile-Statua di Apollo - scultura Arte Manierista - parete di rampicanti - Kodak EktachromeElite 100 5045 EB 100.jpg|
Ficheiro:P1270788 Paris III cathedrale Sainte-Croix statue St-Jean rwk.jpg|
Ficheiro:Hornacina talamantes.JPG|.
</galeria>

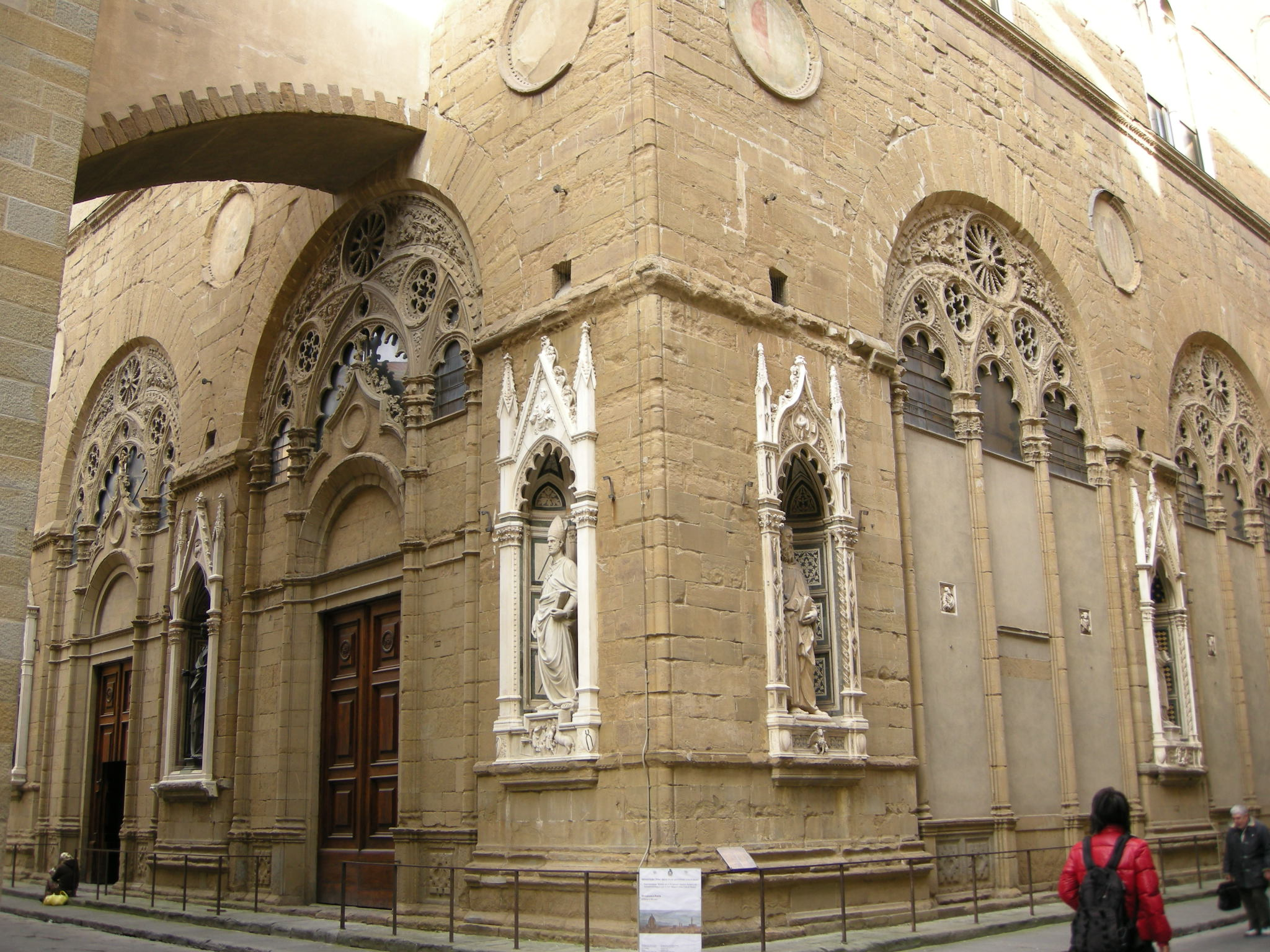
Nichos contendo estátuas no exterior da Igreja de Orsanmichele, Florença, c. 1380–1404
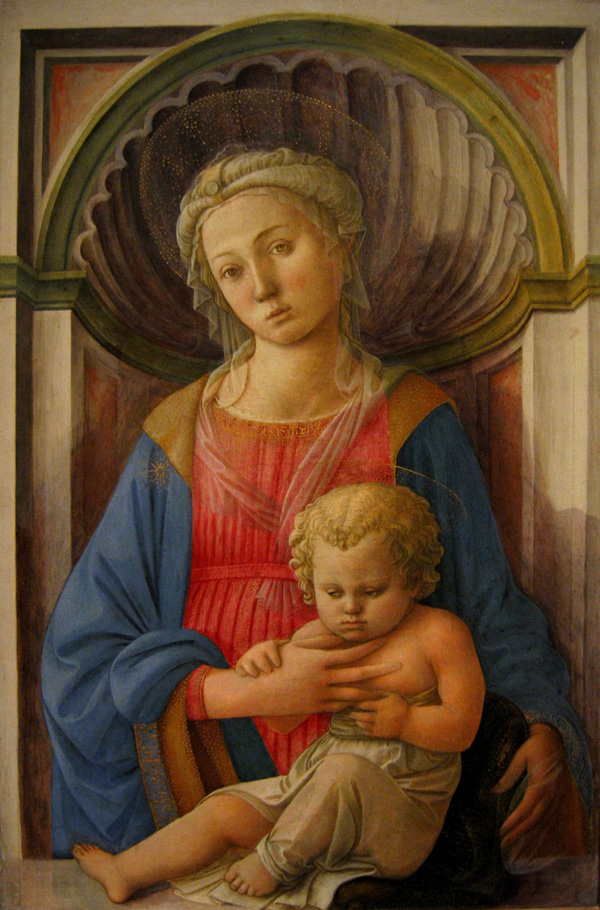
O pintor renascentista Filippo Lippi colocou sua Madona dos anos 1440 dentro de um nicho simulado com concha
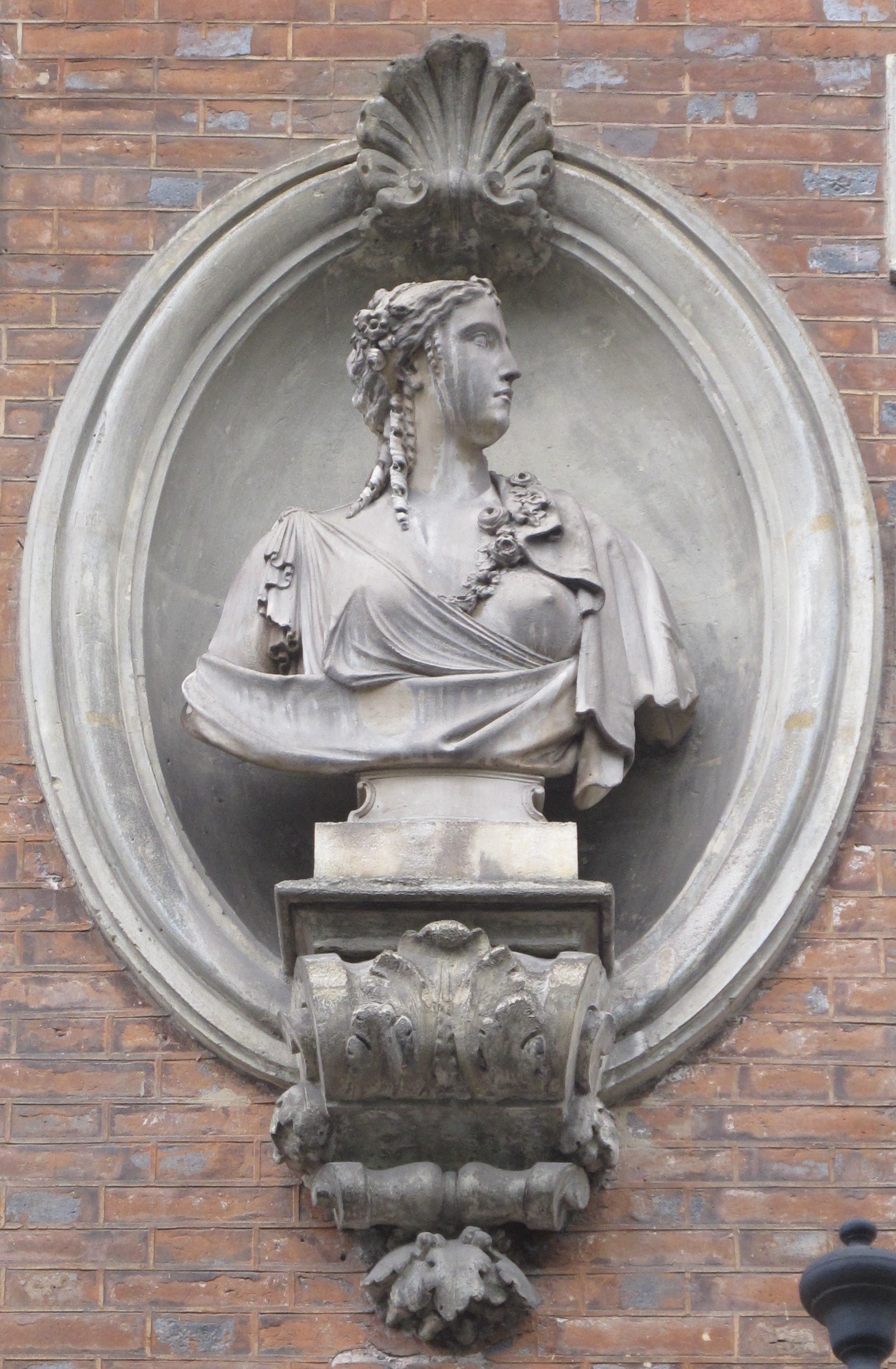
Busto feminino em um nicho em um edifício de Paris
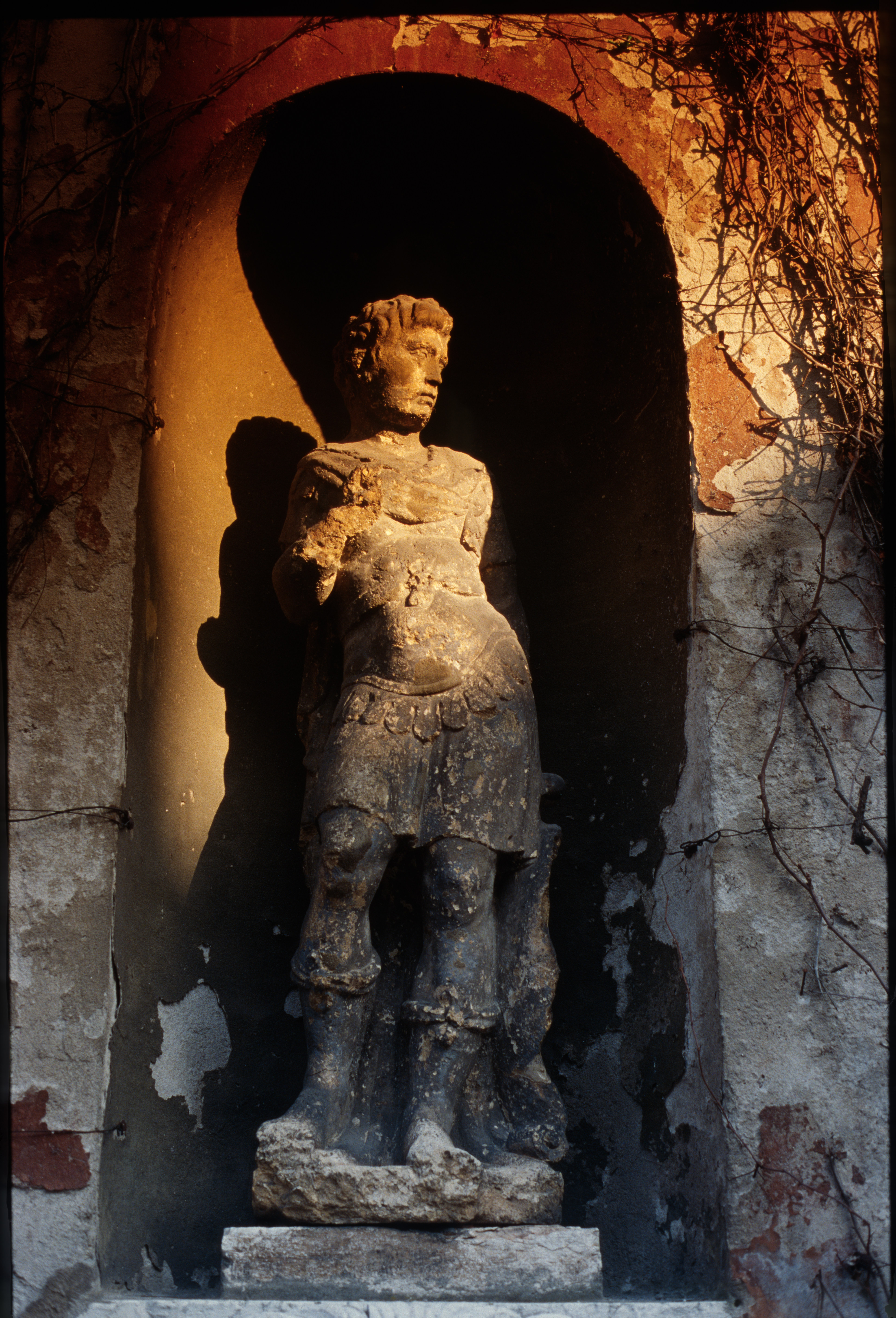
Nicho em forma de exedra com uma escultura de Apolo, no Palazzo Giusti, Verona
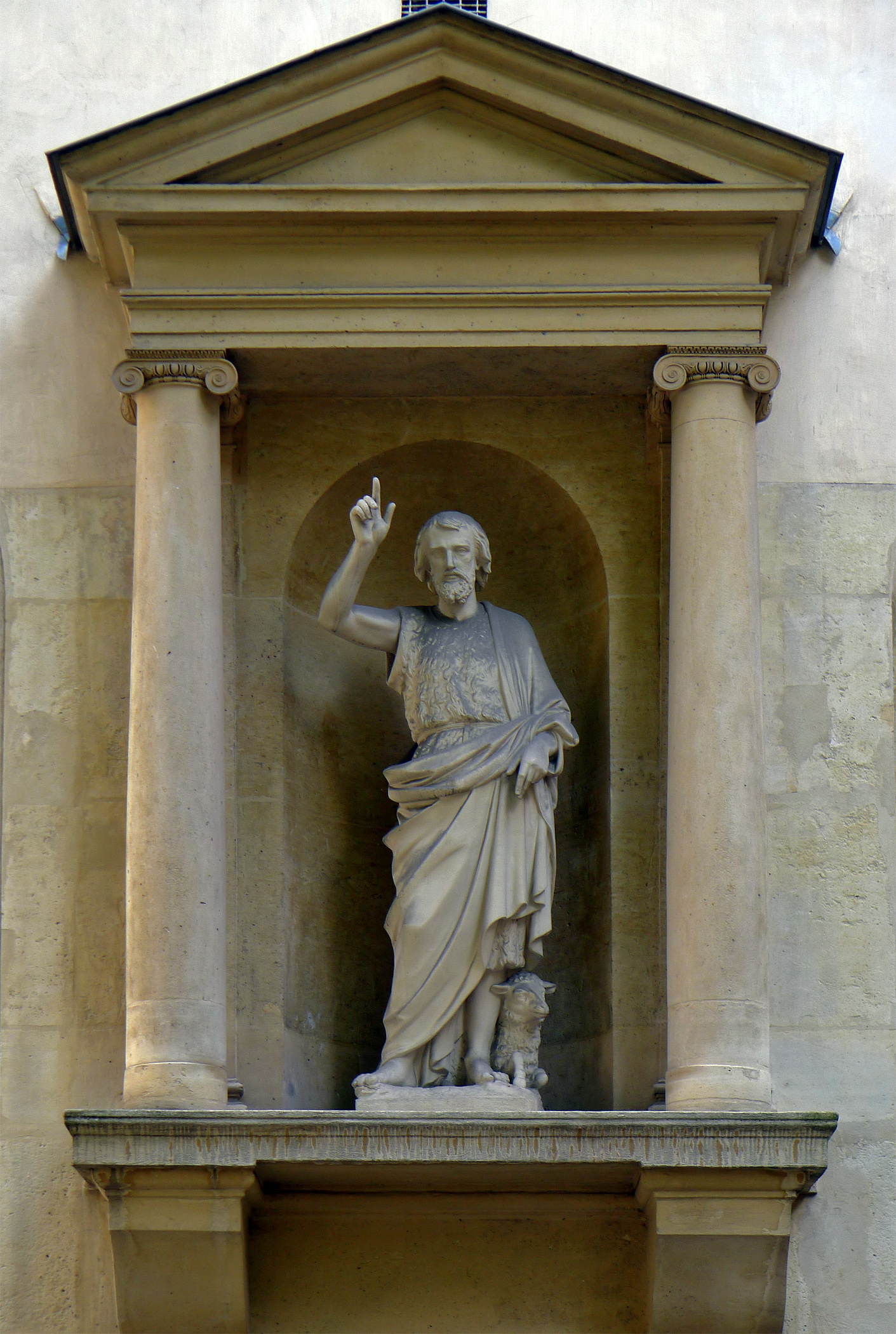
Estátua em um nicho em uma catedral de Paris
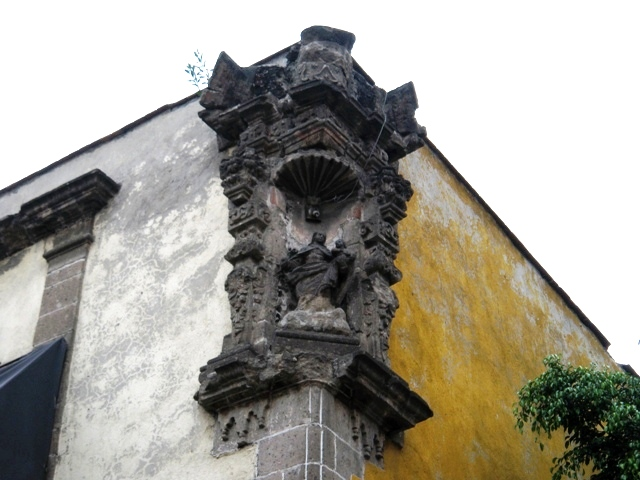
Nicho em um palácio barroco em La Merced, Cidade do México